# Lac Grassy
Lac Grassy är en sjö i Kanada.   Den ligger i regionen Abitibi-Témiscamingue och provinsen Québec, i den sydöstra delen av landet, 300 km nordväst om huvudstaden Ottawa. Lac Grassy ligger 260 meter över havet.
Trakten runt Lac Grassy är nära nog obefolkad, med mindre än två invånare per kvadratkilometer.